# (4569) Baerbel
(4569) Baerbel es un asteroide perteneciente al cinturón de asteroides, descubierto el 15 de abril de 1985 por Carolyn Shoemaker desde el Observatorio del Monte Palomar, Estados Unidos.

## Designación y nombre
Designado provisionalmente como 1985 GV1. Fue nombrado Baerbel en honor a la geóloga estadounidense Baerbel K. Lucchitta.

## Características orbitales
Baerbel está situado a una distancia media del Sol de 2,585 ua, pudiendo alejarse hasta 2,747 ua y acercarse hasta 2,423 ua. Su excentricidad es 0,062 y la inclinación orbital 14,48 grados. Emplea 1518 días en completar una órbita alrededor del Sol.

## Características físicas
La magnitud absoluta de Baerbel es 12,1. Tiene 9,395 km de diámetro y su albedo se estima en 0,381.